# Six Weeks
Pour plus de détails, voir Fiche technique et Distribution.
Six Weeks ou La dernière danse au Québec est un film américain réalisé par Tony Bill, sorti en 1982.

## Fiche technique
- Titre original : Six Weeks
- Titre québécois : La dernière danse
- Réalisation : Tony Bill
- Scénario : David Seltzer, d'après une nouvelle de Fred Mustard Stewart
- Directeur artistique : Hilyard M. Brown
- Décorateur de plateau : Ira Bates, Jerry Wunderlich (en)
- Costumes : Ray Summers (costume supervisor)
- Maquillage : Stephen Abrums, Ben Nye Jr. (makeup artist)
- Directeur de la photographie : Michael D. Margulies
- Montage : Stu Linder
- Musique : Dudley Moore
- Production : 
  - Producteur : Peter Guber, Jon Peters
  - Producteur associée : Hillary Anne Ripps
- Société(s) de production : PolyGram Filmed Entertainment, Universal Pictures
- Société(s) de distribution :  Universal Pictures
- Pays de production : États-Unis
- Année : 1982
- Langue originale : anglais
- Format : couleur – mono
- Genre : drame
- Durée : 107 minutes
- Dates de sortie : 
  - États-Unis : 17 décembre 1982 (New York, New York)
  - États-Unis : 24 décembre 1982
  - France : nc

## Distribution
- Dudley Moore : Patrick Dalton
- Mary Tyler Moore : Charlotte Dreyfus
- Katherine Healy : Nicole Dreyfus
- Shannon Wilcox : Peg Dalton
- Bill Calvert : Jeff Dalton
- Joe Regalbuto : Bob Crowther
- John Harkins : Arnold Stillman
- Michael Ensign : Choreographer
- Anne Ditchburn[1] : Assistant Choreographer
- Chea Collette : Ballet Instructor
- Clement von Franckenstein[2] : TV Interviewer
- Joan Yale Edmundson : Woman Interviewer
- Emily Seltzer : Girl in Ballet Dressing Room
- Martin Casella : Volunteer - Campaign Office
- Darwyn Carson : Girl - Campaign Office
- Fausto Barajas : Man - Campaign Office
- Darrell Larson : Art Teacher
- Frank Adamo : Subway Passenger
- Frank Patton : Subway Passenger

## Distinctions

### Nominations
- Golden Globes 1983 :
  - Révélation féminine de l'année pour Katherine Healy
  - Meilleure musique de film pour Dudley Moore
- Razzie Awards 1983 :
  - "Pire actrice" pour Mary Tyler Moore
- Young Artist Awards 1984 :
  - "Meilleure actrice dans un film" pour Katherine Healy